# Liste des clochers-murs des Ardennes
Cet article recense les édifices religieux des Ardennes, en France, munis d'un clocher-mur.

## Liste
| Édifice                                | Commune                         | Notes | Coordonnées                      | Photo |
| -------------------------------------- | ------------------------------- | ----- | -------------------------------- | ----- |
| Église Notre-Dame                      | Belleville-et-Châtillon-sur-Bar |       | 49° 26′ 49″ nord, 4° 49′ 44″ est |       |
| Église Saint-Crépin-et-Saint-Crépinien | Biermes                         |       | 49° 29′ 13″ nord, 4° 23′ 11″ est |       |
| Chapelle Notre-Dame                    | Nouzonville                     |       | 49° 49′ 52″ nord, 4° 42′ 51″ est |       |